# نهر ألتاماها
نهر ألتاماها هو نهر رئيسي في ولاية جورجيا الأمريكية. يتدفق باتجاه الشرق لمسافة 137 ميل (220 km) من أصله عند التقاء نهر أوكوني ونهر أوكمولجي باتجاه المحيط الأطلسي حيث يصب في المحيط بالقرب من برونزويك (جورجيا). لا توجد سدود مباشرة على ألتاماها على الرغم من أن بعضها يقع على أوكون وأوكمولغ. بما في ذلك روافده يبلغ حوض تصريف نهر ألتاماها نحو 14,000 ميل مربع (36,000 كـم2) في الحجم مما يجعلها من بين أكبر أحواض الأنهار على ساحل المحيط الأطلسي الأمريكي.